# ملفين بليت
ملفين بليت (بالهولندية: Melvin Plet)‏ هو لاعب كرة قدم هولندي في مركز الوسط، ولد في 18 يوليو 1974 في لاهاي في هولندا. لعب مع توب أوس.